# Lijst van rijksmonumenten in Utrecht (stad)/Brigittenstraat
De stad Utrecht telt in totaal 1.402 inschrijvingen in het rijksmonumentenregister, de Brigittenstraat in het centrum telt 14 rijksmonumenten. Hieronder een overzicht.
| Object | Oorspronkelijke functie? | Bouwjaar          | Architect | Locatie            | Coördinaten?                | Nr.?   | Afbeelding        |
| --- | ------------------------ | ----------------- | --------- | ------------------ | --------------------------- | ------ | ----------------- |
| Pand met gepleisterde gevel met rechte kroonlijst                                                               | Werk-woonhuis            | eind 17e eeuw     |           | Brigittenstraat 1  | 52° 5' 18" NB, 5° 7' 33" OL | 36038  | Meer afbeeldingen |
| Pand met gepleisterde gevel met rechte kroonlijst en zadeldak                                                   | Werk-woonhuis            | 19e eeuw          |           | Brigittenstraat 3  | 52° 5' 18" NB, 5° 7' 33" OL | 36039  | Meer afbeeldingen |
| Pand met gepleisterde lijstgevel met getande lijsten                                                            | Woonhuis                 | 19e eeuw en ouder |           | Brigittenstraat 5  | 52° 5' 18" NB, 5° 7' 34" OL | 36040  | Meer afbeeldingen |
| Huis met oorspronkelijk twee, maar nu drie bouwlagen                                                            | Woonhuis                 | 17e eeuw          |           | Brigittenstraat 6  | 52° 5' 19" NB, 5° 7' 33" OL | 450409 | Meer afbeeldingen |
| Pand met langgerekte gevel met rechte kroonlijst                                                                | Werk-woonhuis            | 18e eeuw          |           | Brigittenstraat 7  | 52° 5' 19" NB, 5° 7' 34" OL | 36041  | Meer afbeeldingen |
| Statig huis met rechte kroonlijst en tympanon                                                                   | Werk-woonhuis            | 18e eeuw          |           | Brigittenstraat 11 | 52° 5' 19" NB, 5° 7' 36" OL | 36042  | Meer afbeeldingen |
| Statig huis met rechte kroonlijst en tympanon                                                                   | Werk-woonhuis            | 18e eeuw          |           | Brigittenstraat 13 | 52° 5' 19" NB, 5° 7' 36" OL | 36043  | Meer afbeeldingen |
| Gepleisterd herenhuis met stoep                                                                                 | Werk-woonhuis            | 18e eeuw          |           | Brigittenstraat 15 | 52° 5' 19" NB, 5° 7' 37" OL | 36044  | Meer afbeeldingen |
| Pand met gepleisterde gevel met rechte kroonlijst                                                               | Werk-woonhuis            | 18e eeuw          |           | Brigittenstraat 16 | 52° 5' 20" NB, 5° 7' 35" OL | 36045  | Meer afbeeldingen |
| Pand van middeleeuwse oorsprong met 17e-eeuwse voorgevel, in de 19e eeuw verbouwd tot lijstgevel en gepleisterd | Werk-woonhuis            | ca. 1500          |           | Brigittenstraat 17 | 52° 5' 20" NB, 5° 7' 38" OL | 450408 | Meer afbeeldingen |
| Pand met 17e-eeuwse lijstgevel                                                                                  | Woonhuis                 | 17e eeuw          |           | Brigittenstraat 18 | 52° 5' 20" NB, 5° 7' 36" OL | 36046  | Meer afbeeldingen |
| Pand met gevel met rechte kroonlijst en stoep met eenvoudig 18e-eeuws smeedwerk                                 | Werk-woonhuis            | 18e eeuw          |           | Brigittenstraat 20 | 52° 5' 20" NB, 5° 7' 37" OL | 36047  | Meer afbeeldingen |
| Pand met lijstgevel                                                                                             | Woonhuis                 | 19e eeuw          |           | Brigittenstraat 22 | 52° 5' 21" NB, 5° 7' 37" OL | 36048  | Meer afbeeldingen |
| Pand met fraai balcon                                                                                           | Werk-woonhuis            | 19e eeuw          |           | Brigittenstraat 24 | 52° 5' 21" NB, 5° 7' 38" OL | 36049  | Meer afbeeldingen |